# Pernica
Pernica – wieś w Słowenii, w gminie Pesnica. W 2018 roku liczyła 432 mieszkańców.